# Посудина Ландольта
Посудина Ландольта — прилад для ілюстрації закону збереження маси речовини. Потрібна для проведення реакцій між двома речовинами в замкнутому об'ємі та під'єднується до датчика об'єму газу.
Посудина Ландольта була названа на честь її винахідника, швейцарського хіміка Ганс Генріх Ландольт (1831–1910).
Прилад складається з двох, схожих на пробірки, колін з металевими дужками і вставлених в горловину посудин гумових пробок. Під час роботи з приладом використовують ваги.  Наприклад, взаємодія розміщених ( до початку досліду ) в різних колінах посудини Ландольта розчинів: барій хлориду і натрій сульфату або сульфатної кислоти; купрум сульфату і натрій гідроксиду; ферум хлориду і амоній роданіду; натрій гідроксиду і фенолфталеїну та інші.